# Galeazzo Benti
Galeazzo Benti, né Galeazzo Bentivoglio le 6 août 1923 à Florence dans la région de la Toscane et mort le 20 avril 1993 à Bracciano dans la région du Latium, est un acteur et scénariste italien.

## Biographie
Descendant de la famille Bentivoglio, il naît à Florence en 1923. Il prend le nom de scène de Galeazzo Benti et débute dans les années 1940 une carrière d'acteur. Après plusieurs rôles secondaires, il se fait remarquer en interprétant un journaliste dans la comédie Glan Burrasca de Sergio Tofano.
Dans les années 1940 et 1950, il joue pour les plus célèbres réalisateurs de l'époque, comme Mario Mattoli, Giorgio Simonelli, Camillo Mastrocinque, Luigi Comencini, Luciano Emmer, Carlo Campogalliani, Mario Camerini, Steno ou Vittorio Cottafavi.
En 1955, il s'installe au Venezuela et interrompt partiellement sa carrière.
De retour en Italie dans les années 1980, il reprend sa carrière d'acteur au cinéma et à la télévision. Sa vie et son aventure au Venezuela sont en partie racontés sur un ton tragi-comique dans La Terrasse, où il joue un personnage qui porte son nom.
En 1988, il est nommé au David di Donatello du meilleur acteur dans un second rôle pour son rôle de l'avocat Sironi dans la comédie Io e mia sorella de Carlo Verdone. Il joue également le rôle du vicomte Sosthènes de La Rochefoucauld dans le film biographique Rossini! Rossini! de Mario Monicelli consacré à la vie du compositeur Gioachino Rossini.
En 1991, pour son dernier rôle au cinéma, il est le conte Max dans la comédie Il conte Max de Christian De Sica, un remake des films Monsieur Max (Il signor Max) de Mario Camerini et Madame, le Comte, la Bonne et moi (Il conte Max) de Giorgio Bianchi.
Il décède en 1993 à Bracciano dans la région du Latium d'un infarctus à l'âge de 69 ans.

## Filmographie partielle

### Comme acteur

#### Au cinéma
- 1942 : I tre aquilotti de Mario Mattoli
- 1942 : La donna è mobile  de Mario Mattoli
- 1943 : Glan Burrasca de Sergio Tofano
- 1944 : Circo equestre Za-bum de Mario Mattoli
- 1947 : Les Deux Orphelins (I due orfanelli) de Mario Mattoli
- 1947 : Dove sta Zazà? (it) de Giorgio Simonelli
- 1948 : Arènes en folie (Fifa e arena) de Mario Mattoli
- 1948 : La Danse de mort de Marcel Cravenne
- 1948 : Le Dernier Fiacre (Il Fiacre N. 13) de Mario Mattoli
- 1948 : Harem nazi (Accidenti alla guerra!...) de Giorgio Simonelli : F.23
- 1948 : Le Choix des anges (Arrivederci, papà!) de Camillo Mastrocinque
- 1949 : L'Empereur de Capri (L'Imperatore di Capri) de Luigi Comencini
- 1950 : La Maudite (Margherita da Cortona) de Mario Bonnard
- 1951 : Paris est toujours Paris (Parigi è sempre Parigi) de Luciano Emmer
- 1951 : Le Mousquetaire fantôme (La paura fa 90), de Giorgio Simonelli
- 1952 : Les Fiancés de Rome (Le ragazze di piazza di Spagna) de Luciano Emmer
- 1952 : Bellezze in moto-scooter de Carlo Campogalliani
- 1952 : Heureuse Époque (Altri tempi - Zibaldone n. 1) d'Alessandro Blasetti
- 1952 : Une femme pour une nuit (Moglie per una notte) de Mario Camerini
- 1952 : Totò en couleurs (Totò a colori) de Steno
- 1953 : Fermi tutti... arrivo io! de Sergio Grieco
- 1953 : Les Héros du dimanche (Gli eroi della domenica) de Mario Camerini
- 1953 : Chansons, chansons, chansons (Canzoni, canzoni, canzoni) de Domenico Paolella
- 1954 : Le Carrousel fantastique (Carosello napoletano), de Ettore Giannini
- 1954 : Ridere! Ridere! Ridere! d'Edoardo Anton
- 1954 : Femmes libres (Una donna libera) de Vittorio Cottafavi
- 1954 : Un Américain à Rome (Un americano a Roma) de Steno
- 1954 : Larmes d'amour (Lacrime d'amore) de Pino Mercanti
- 1970 : La Possédée du vice (Il dio serpente) de Piero Vivarelli
- 1974 : Le Pervers (No es nada, mamá, sólo un juego) de José María Forqué
- 1980 : La Terrasse (La Terrazza) d'Ettore Scola
- 1986 : Il commissario Lo Gatto de Dino Risi
- 1987 : Io e mia sorella de Carlo Verdone
- 1989 : Mortacci de Sergio Citti
- 1991 : Rossini! Rossini! de Mario Monicelli
- 1991 : Le Comte Max (Il conte Max) de Christian De Sica

#### À la télévision

##### Téléfilms
- 1988 : Cinéma de Philippe Lefebvre
- 1989 : La moglie ingenua e il marito malato, de Mario Monicelli : le propriétaire

### Comme scénariste
- 1954 : La Caravane de chansons (Carovana di canzoni) de Sergio Corbucci
- 1954 : Ridere! Ridere! Ridere! d'Edoardo Anton

## Prix et distinctions
- Nomination au David di Donatello du meilleur acteur dans un second rôle en 1988 pour Io e mia sorella.

## Source
- (it) Roberto Poppi et Enrico Lancia, Gli attori, Rome, Gremesse, 2003 (ISBN 978-88-8440-213-4, lire en ligne).